# Carmelo Raiti
Carmelo Raiti (Sortino, 25 settembre 1917 – Mediterraneo occidentale, 3 aprile 1941) è stato un militare italiano, 1º aviere armiere, decorato con la medaglia d'oro al valor militare per comportamento eroico in combattimento a bordo di un aereo da ricognizione marittima.

## Biografia

### La morte nei cieli del Mediterraneo
Il 3 aprile 1941 il 1º aviere Carmelo Raiti è a bordo dell'aereo da ricognizione marittima Cant Z 506B M.M. 45226 assieme al pilota, il ten. Raffaele Fiocca e all'osservatore il guardiamarina Giovanni Zen Mora in un'operazione di ricerca di una portaerei nemica. Il velivolo viene attaccato da tre caccia e nel combattimento viene gravemente ferito ad una gamba e ad un braccio, ma continua a sparare con la mitragliatrice della torretta riuscendo ad abbattere un avversario ma venendo a sua volta colpito mortalmente alla testa da un secondo mitragliamento. Dopo 18 ore di permanenza in mare, i superstiti approdarono sulla costa algerina, nei pressi di Damous da dove torneranno in Italia; otterranno per la memoria di Raiti la concessione della massima decorazione al valor militare.
Alla memoria dell'aviere Carmelo Raiti è intitolato il 31º Stormo dell'Aeronautica Militare con base l'aeroporto di Ciampino.